# Веснянка (Первомайський район)
Весня́нка (рос. Веснянка) — селище у складі Первомайського району Оренбурзької області, Росія.

## Населення
Населення — 91 особа (2010; 200 у 2002).
Національний склад (станом на 2002 рік):
- казахи — 85 %